# Universidade de Papua-Nova Guiné
A Universidade de Papua-Nova Guiné (UPNG; inglês: University of Papua New Guinea) é uma instituição de ensino superior pública localizada na capital da Papua-Nova Guiné, em Port Moresby. Foi estabelecida em 1965 por um decreto assinado pela administração australiana no então território de Nova Guiné.
A biblioteca da universidade é conhecida como Biblioteca Michael Somare, em homenagem à primeira pessoa a ocupar o cargo de primeiro-ministro do país, Michael Somare. Recentemente, a universidade passou por mudanças significativas em sua infraestrutura. Existem mais de 15 000 alunos anualmente nos cinco campi de Port Moresby e em treze centros de estudo. Embora a maioria dos estudantes seja da Papua-Nova Guiné, há também de outros países do Pacífico, especialmente das Ilhas Salomão.

## Ex-alunos notáveis
- Kalkot Mataskelekele, presidente do Vanuatu
- Hank Nelson, historiador australiano[1]
- Peter O'Neill, primeiro-ministro da Papua-Nova Guiné
- Mekere Morauta, primeiro-ministro da Papua-Nova Guiné
- Paias Wingti, primeiro-ministro da Papua-Nova Guiné
- Cecilia Nembou, educadora e ativista dos direitos da mulher
- Vincent Eri, governador geral da Papua-Nova Guiné
- Salamo Injia, chefe de justiça da Papua-Nova Guiné
- Gibbs Salika, chefe de justiça da Papua-Nova Guiné